# Weisenbach
Weisenbach là một đô thị thuộc huyện of Rastatt ở Baden-Württemberg in Đức. Đô thị này có diện tích 9,07 km², dân số thời điểm 31 tháng 12 năm 2006 là 2635 người.